# Zenhusen

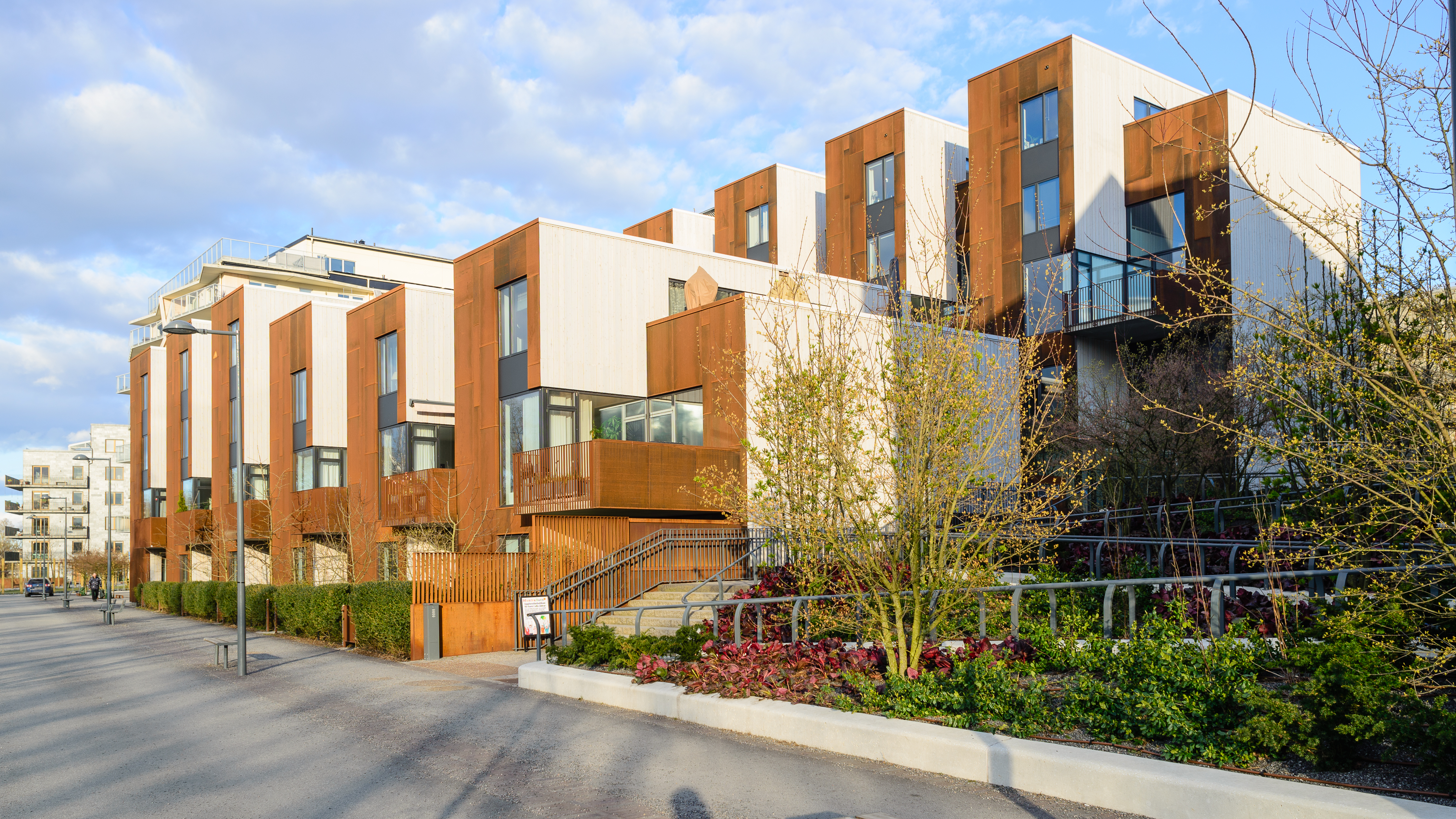
Zenhusen i april 2020.

Zenhusen är en bostadsfastighet uppförd 2017 i Norra Djurgårdsstaden i Stockholm som uppfördes av Erik Wallin AB med C.F. Møller Architects som arkitekter. Fastigheten består av två huskroppar som är uppdelade i stadsradhus och större etagelägenheter. Husen är upplåtna med bostadsrätt.
Fasaderna blandar partier med ljust trä och cortenstål. Arkitekterna var inspirerade av närbelägna Värtagasverkets röda tegelfasader och varierande volymer.
Zenhusen var nominerat som ett av tio projekt till Årets Stockholmsbyggnad 2018 och slutade på andra plats i finalomröstningen. Projektet var också nominerat till Bostadspriset 2017.